# Sant'Ambrogio Olona
Sant'Ambrogio è un quartiere della città di Varese posto nel quadrante nordoccidentale dell'area urbana.

## Storia
Registrato agli atti del 1751 come un borgo di 345 abitanti, nel 1786 Sant'Ambrogio entrò per un quinquennio a far parte dell'effimera Provincia di Varese, per poi cambiare continuamente i riferimenti amministrativi nel 1791, nel 1798 e nel 1799. Alla proclamazione del Regno d'Italia nel 1805 risultava avere 400 abitanti. Nel 1809 il comune fu soppresso su risultanza di un regio decreto di Napoleone che lo annesse a Velate, ma l'autonomia municipale di Sant'Ambrogio fu poi ripristinata con il ritorno degli austriaci. L'abitato crebbe poi discretamente, tanto che nel 1853 risultò essere popolato da 600 anime, salite a 698 nel 1871. Nel frattempo, dal 1863, il governo aveva cambiato la denominazione del comune in Sant'Ambrogio Olona. Una sensibile crescita demografica nella seconda metà del XIX secolo portò poi ai 1201 residenti del 1921. Fu quindi il fascismo a decidere nel 1927 la nuova e definitiva soppressione del municipio locale, stabilendo l'annessione dell'abitato a Varese.

## Monumenti e luoghi d'interesse
A Sant'Ambrogio sorge Villa Toeplitz, considerata una delle più belle ville con parco pubblico della città di Varese. Il complesso prende il nome da Giuseppe Toeplitz (1866-1938), banchiere di origini polacche che l'acquistò nel 1914. Già modesta residenza di campagna della famiglia tedesca Hannesen, venne ampliata dal Toeplitz quando nel secondo dopoguerra la moglie Edvige Mrozowska e il figlio Ludovico la vendettero ai fratelli Mocchetti di Legnano. Il complesso con l'elegante parco all'italiana passò al Comune di Varese nel 1972.

### Ville principali
- Villa Toeplitz
- Villa Podreider